# Marco Maurizi
Marco Maurizi (Roma, 28 giugno 1974) è un filosofo italiano.

## Biografia
Marco Maurizi si è laureato in filosofia della storia presso l'Università degli Studi di Roma "Tor Vergata" e ha conseguito il dottorato di ricerca nella medesima università discutendo una tesi su Cusano e il concetto di non altro da cui è nato il volume La nostalgia del totalmente non altro. Cusano e la genesi della modernità (Rubbettino, 2007). Dopo un periodo di formazione in Germania ha svolto attività di ricerca presso l'Università degli Studi di Bergamo. Ha pubblicato le sue ricerche e i suoi interventi su alcune prestigiose riviste come la Rivista di filosofia neo-scolastica, Aut Aut, Critica marxista, il Journal of Critical Animal Studies, Dialegesthai, Alfabeta2, Lettera Internazionale, e su quotidiani come Liberazione e L'Osservatore Romano. Ha poi partecipato alla stesura del secondo volume di L'Altronovecento. Comunismo eretico e pensiero critico (Jaca Book, 2011) ed è il traduttore e curatore dell'edizione italiana di Georg Lukács, Coscienza di classe e storia. Codismo e dialettica, Alegre, Roma 2007, di Ralph Acampora, Fenomenologia della Compassione, Edizioni Sonda, Casale Monferrato, 2010, e ha tradotto, con G. Dalmasso, J. Derrida,  Teoria e prassi. Corso dell'École Normale Supérieure 1975-1976, Jaca Book, Milano, 2018. Ha contribuito alla fondazione delle riviste scientifiche "Liberazioni" e Animal Studies. Rivista italiana di antispecismo.

## Pensiero
Maurizi ha suddiviso i suoi interessi di ricerca tra la filosofia dialettica (Cusano, Hegel, Marx, Adorno), la teoria critica della società e le implicazioni politiche di una visione "sociale" dell'antispecismo a partire da una rielaborazione del pensiero della scuola di Francoforte. Tanto le sue ricerche su Adorno, quanto quelle su Cusano si incentrano sul tentativo di porre in evidenza il tema della storicità dell'umano non in termini di un astratto e formale "essere-nel-tempo", quanto più propriamente nel vedere nell'essere storico, in tutta la sua determinatezza, l'irriducibile istanza di verità dell'umano stesso: l'essere storico è in tal senso irriducibile a ogni ontologia generale seppure ciò non porti necessariamente a un relativismo storicista. Prendendo spunto dalla lettura critico-negativa di Hegel portata avanti da Adorno, infatti, Maurizi sostiene la leggibilità e razionalità della storia come segno del dominio, l'universale storico non come traccia di un positivo che si farebbe strada attraverso il negativo delle vicende umane, bensì come questo stesso negativo che informa di sé la civiltà, imprimendo a essa la direttrice di un progresso della razionalità strumentale che è l'antitesi della redenzione. La sua rilettura del pensiero della filosofia di Francoforte ha così costituito un punto di partenza per una ridefinizione dell'opposizione natura/cultura e lo ha portato a estendere la critica ai meccanismi di dominio anche al controllo e allo sfruttamento del non umano, e più in generale della Natura. Il suo pensiero riguardo alla filosofia antispecista è in continuità con quello espresso dal sociologo David Nibert e in netta opposizione all'utilitarismo di Peter Singer criticato da Maurizi come un antispecista metafisico. Un punto centrale nell'argomentazione filosofica di Marco Maurizi, che rende originale il suo lavoro rispetto a quello degli altri teorici dei diritti animali, riguarda l'interpretazione in termini storico-sociali dello specismo. Ogni attività intellettuale «antispecista», secondo Maurizi, consiste quindi essenzialmente nel fare propria questa scelta di campo: sottolineare come la questione animale sia un aspetto irrinunciabile di ogni ipotesi di trasformazione dell'esistente. Secondo Maurizi l'antispecismo è dunque essenzialmente politico  e non possiamo affrontare, come fanno Peter Singer o Tom Regan, la questione animale da una prospettiva astrattamente morale. All'attività di filosofo, Maurizi ha così affiancato quella di attivista per i diritti animali, intrecciando l'attività speculativa con quella politica; risultato di questa attività è il libro Al di là della Natura: gli animali, il capitale e la libertà (Novalogos, 2012). Maurizi è stato inoltre fondatore delle riviste di critica antispecista Liberazioni e Animal Studies, della rivista online Asinus Novus che prende il nome dal suo breve testo Asinus Novus: lettere dal carcere dell'umanità (Ortica, 2012). Nel 2012 l'associazione Per Animalia Veritas raccoglie alcuni suoi scritti che rappresentano un sunto aggiornato del suo pensiero sulla filosofia antispecista: Cos'è l'antispecismo politico Archiviato il 31 ottobre 2013 in Internet Archive. (Per Animalia Veritas, 2012).
Sulla scia delle riflessioni adorniane, Maurizi ha anche lavorato sulla filosofia della musica e la teoria critica musicale. Le sue teorie sull'antispecismo politico sono abbondantemente discusse nel libro di Lorenzo Guadagnucci Restiamo Animali: vivere vegan è una questione di giustizia (Terre di Mezzo, 2012), da Matthias Rude Antispeziesismus. Die Befreiung von Mensch und Tier in der Tierrechtsbewegung und der Linken (Schmetterling, Stuttgart 2013) e altri autori della scena antispecista di lingua tedesca, spagnola, portoghese, iraniana e turca.

## Opere principali
- Adorno e il tempo del non-identico, Jaca Book, 2004
- La nostalgia del totalmente non altro. Cusano e la genesi della modernità, Rubbettino, 2007
- Al di là della Natura: gli animali, il capitale e la libertà, Novalogos, 2012
- Asinus Novus: lettere dal carcere dell'umanità, Ortica, 2012.
- Cos'è l'antispecismo politico, Per animalia veritas, 2012.
- L'io sospeso. L'immaginario tra psicanalisi e sociologia, Jaca Book, 2012.
- Chimere e passaggi. Cinque attraversamenti del pensiero di Adorno, Mimesis, 2015.
- con Michael Hardt e Massimo Filippi, Altra specie di politica, Mimesis 2016.
- con Baptiste Le Goc, Musica per il pensiero. Filosofia del progressive italiano, Mincione, 2017.
- La vendetta di Dioniso: la musica contemporanea da Schönberg ai Nirvana, Jaca Book, 2018.
- Quanto lucente la tua inesistenza. L'Ottobre, il Sessantotto e il socialismo che viene, Jaca Book, 2018.
- La quadratura del nulla. Cusano e la generazione del significato, Jaca Book, 2021.
- Beyond Nature. Animal Liberation, Marxism, and Critical Theory, Brill, 2021.
- Dizionario all'incontrario. Imparare a parlare la lingua del reale, Novalogos, 2021.
- Antispecismo politico. Scritti sulla liberazione animale, Ortica, 2022.
- Il popolo degli animali / Le peuple des animaux, Mincione Edizioni, 2022.
- Para além da natureza: libertação animal e socialismo, LavraPalavra, 2023
- Ecce Infans. Diseducare alla pedagogia del dominio, Novalogos, Aprilia 2024.
- La vita che non vive. Teoria critica e filosofia della crisi, Rx edizioni, 2025